# Ildefons Żbikowski
Ildefons Żbikowski ps. „Tygrys”, (ur. 17 sierpnia 1925 w Bartołdach, zm. 25 lutego 1950 w Osyskach) – starszy sierżant, członek NZW i NSZ, żołnierz podziemia antykomunistycznego.

## Życiorys
Jego rodzice – Leon i Feliksa, z d. Ossowska prowadzili gospodarstwo rolne o powierzchni 12 ha w miejscowości Bartołdy.
Przed II wojną światową ukończył pięć klas szkoły powszechnej, pracował w gospodarstwie rolnym rodziców. W okresie II wojny światowej należał do Narodowych Sił Zbrojnych (być może od 1944). W 1945 był członkiem partyzanckich oddziałów Romana Dziemieszkiewicza i Czesława Czaplickiego. Uczestniczył w ataku na areszt Powiatowego Urzędu Bezpieczeństwa Publicznego w Krasnosielcu (1 maja 1945) oraz rozbiciu posterunków Milicji Obywatelskiej w Jednorożcu, Pęczkach i Krzynowłodze Wielkiej. Po rozwiązaniu w sierpniu 1945 oddziału Cz. Czaplickiego powrócił do cywilnego życia i rozpoczął naukę w gimnazjum mechanicznym w Iłowie.
Latem 1947 nawiązał kontakt z oddziałem Mieczysława Dziemieszkiewicza, wchodzącym w skład Narodowego Zjednoczenia Wojskowego i wstąpił do niego 17 września 1947. Uczestniczył w większości akcji bojowych oddziału, od początku 1948 był dowódcą jednego z patroli. 28 kwietnia 1948 dowódca udzielił mu pochwały za dzielność w pracy konspiracyjnej, 28 sierpnia 1948 został awansowany do stopnia sierżanta. Brał udział w walkach z oddziałami MO, a także wykonywaniu wyroków śmierci na współpracownikach UB oraz działaczach komunistycznych. M.in. 12 lipca 1948 dowodził poddziałem w walce, w czasie której zginął Tadeusz Mazurowski, szef Powiatowego Urzędu Bezpieczeństwa Publicznego w Ciechanowie.
25 lutego 1950 razem ze swoim patrolem został w miejscowości Osyski otoczony przez oddział Grupy Operacyjnej UB i KBW. Nastąpiło to w wyniku denuncjacji przez byłego żołnierza podziemia. Podczas walki zginęli wszyscy partyzanci (poza I. Żbikowskim także Józef Niski ps. „Brzoza”, Henryk Niedziałkowski ps. „Huragan” i Władysław Bukowski ps. „Zapora”), a także dwóch żołnierzy KBW. Według raportu dowództwa GO KBW jeden z partyzantów krzyknął przed śmiercią "My giniemy za Polskę Narodową, a wy za co, komuniści".
Jego rodziców i rodzeństwo wysiedlono we wrześniu 1950 z rodzinnej miejscowości, a ich gospodarstwo przejęło państwo. On sam został pośmiertnie (30 października 1950) awansowany do stopnia starszego sierżanta.

## Upamiętnienie
W Zielonej Ciechanowskiej znajduje się pomnik upamiętniający żołnierzy wyklętych ziemi przasnyskiej i ciechanowskiej.
W filmie Historia Roja w postać Ildefonsa Żbikowskiego wcielił się Piotr Domalewski.